# Municipio de Jefferson (condado de Harrison, Misuri)
El municipio de Jefferson (en inglés: Jefferson Township) es un municipio ubicado en el condado de Harrison en el estado estadounidense de Misuri. En el año 2010 tenía una población de 328 habitantes y una densidad poblacional de 3,51 personas por km².

## Geografía
El municipio de Jefferson se encuentra ubicado en las coordenadas 40°20′18″N 94°2′31″O / 40.33833, -94.04194. Según la Oficina del Censo de los Estados Unidos, el municipio tiene una superficie total de 93.58 km², de la cual 92,83 km² corresponden a tierra firme y (0,8 %) 0,75 km² es agua.

## Demografía
Según el censo de 2010, había 328 personas residiendo en el municipio de Jefferson. La densidad de población era de 3,51 hab./km². De los 328 habitantes, el municipio de Jefferson estaba compuesto por el 98,17 % blancos, el 0,3 % eran afroamericanos, el 0,3 % eran amerindios y el 1,22 % eran de una mezcla de razas. Del total de la población el 0,61 % eran hispanos o latinos de cualquier raza.